# جوليا بلاكبرن
جوليا بلاكبرن (بالإنجليزية: Julia Blackburn)‏‏ (1948م - ) روائية من المملكة المتحدة.

## الجوائز
- زميل في الجمعية الملكية للأدب